# He will not divide us

A logo de "He Will Not Divide Us"

He will not divide us (do inglês, ele não vai nos dividir) foi um projeto artístico, criado pelo ator de Hollywood Shia LaBeouf e mais dois artistas, o Luke Turner e Nastja Rönkkö. 
Ocorreu de 2017 até 2021, onde a frase "He will not divide us", segundo seu site oficial, era uma demonstração de resistência e insistência, pelo espírito de cada participante e pela comunidade.

## História
O He will not divide us começou no dia 20 de janeiro de 2017, na inauguração do mandato do 45° presidente da época, Donald Trump. A ideia do evento era deixar uma câmera transmitindo ao vivo o lado externo do Museu da Imagem em Movimento, em Nova York, para que qualquer pessoa pudesse interagir com a gravação, preferencialmente, dizendo a frase título desse projeto artístico, ou qualquer outra coisa relacionada da forma que a pessoa quisesse.
Shia LaBeouf participou das gravações com o público, repetindo a frase "He will not divide us", cantando e batendo palmas, às vezes, até a tarde da noite.
Acontece que alguns opositores do evento apareciam eventualmente para causar desordem no projeto, e o LaBeouf acabava entrando e em conflito com eles. Isso até chegou a fazer o Shia LaBeouf ser detido pela polícia na época.
O projeto no museu de Nova York acabou sendo cancelado em fevereiro, um mês depois do seu início, pelas constantes ameaças de violência e desentendimentos com supremacistas bancos, o que fazia a polícia ser bem presente na região.
Acabaram mudando a transmissão da câmera para a cidade de Albuquerque, no Novo México, em 18 de fevereiro, durando apenas 5 dias, graças a relatos de tiros de armas, o que fez que LaBeouf voluntariamente cancelar o projeto na cidade.

## Outros projetos artísticos
O ator Shia LaBeouf já tinha feito trabalhos de arte com os outros dois artistas, o Nastja Rönkkö e o Luke Turner. O trio normalmente fazia obras envolvendo a internet com a interação dos usuários.
Alguns exemplos podem ser o #ALLMYMOVIES, onde o LaBeouf ficou 3 dias assistindo todos os seus filmes dos mais novos até os antigos, sem interrupções, com uma câmera gravando sua reação ao vivo para a internet. E, também, o #ALONETOGHETER, esse que as pessoas podiam se comunicar com o Shia LaBeouf dentro de uma cabana de madeira, onde havia uma transmissão do ator que mandaria mensagens para quem interagisse com ele.